# Bellahøj
Området Bellahøj omfatter den højeste bakke i København; bellahøjen - og dens højeste punkter er i 38 moh. Bellahøjen har flere gravhøje fra bronzealderen, der ligger i Bellahøjparken. Bellahøj er beliggende i bydelen Brønshøj-Husum, Københavns Kommune. Navnet Bellahøj er ifølge Slots- og Kulturstyrelsens registrering formodentlig opkaldt efter Bella Henriques, der boede i gården Bellahøj omkring år 1800.
Bellahøj er kendt for Danmarks første højhusbyggeri med navnet Bellahøjhusene og et årligt dyrskue kaldet Bellahøj Dyrskue for Vestegnens landbrugere 1938-67. Det er nu opdelt i en campingplads, hvor der uden for sæsonen afholdes et kræmmermarked. Resten af området udgøres af sportscenteret Grøndal MultiCenter, der oprindeligt blev bygget af Københavns Kommune i 1965 til brug som kongrescenter og fungerede under navnet Bella Center, indtil kommunen i 1975 på Amager havde en ny og større centerbygning klar til at overtage funktionen og navnet. Hvor vandtårnet lå, ligger nu boligområdet Bjerglandsbyen.
Siden 2013 har amfiteateret bag de markante Bellahøjhuse haft musikfestival under navnet En sommerdag på Bellahøj. Festivalen ligger i slutningen af august, og har som den eneste festival i Danmark udelukkende dansksproget musik på programmet. Det har budt på navne som Peter Sommer, Katinka, Karl William, Allan Olsen, Niels Skousen, Nikolaj Nørlund, Kirstine Stubbe Teglbjærg og mange flere.

## Byggeriet af Bellahøjhusene
Bellahøjhusene er resultatet af en arkitektkonkurrence, som Københavns Kommune tog initiativ til i 1944; dels for at skabe flere boliger i en tid med en desperat boligmangel, dels for at skabe beskæftigelse for dem, der var i Tyskland som tvangsarbejdere under 2. verdenskrig og snart ville komme hjem uden at have noget arbejde. Arkitekterne Tage Nielsen og Mogens Irming vandt konkurrencen med en åben og parkagtig bebyggelsesplan med såkaldte punkthuse. Inspirationen til Bellahøjhusene kom især fra den fransk-schweiziske arkitekt Le Corbusier, der i 1920'erne foreslog at bygge tæt og højt, blandt andet for at bruge så lidt plads som muligt og ved større tæthed i bebyggelsen at forkorte rejsetiden mellem hjem og arbejde. Flere boligselskaber gik sammen om at opføre Bellahøj-bebyggelsen. De lod hver deres arkitekter stå for den nærmere udformning af husene: F.C. Lund, Dan Fink, Eske Kristensen, Ole Buhl, Harald Petersen, Edvard Heiberg og Karl Larsen, a/s Dominias arkitektafdeling samt Stadsarkitektens Direktorat. Den førende havearkitekt C. Th. Sørensen havde ansvaret for udearealerne.
Før krigen byggede man kun i seks etagers højde i København, og Bellahøjhusene blev Danmarks højeste huse. De blev også langt dyrere end først beregnet. Tre uger efter indflytning skulle par kunne fremvise en vielsesattest.
Bellahøj er også kendt for sine gode kælkebaner. En af bakkerne, der blev bygget af overskudsjord fra højhusbyggeriet, kaldes for Vaskebrættet. Det er en kælkebakke, der ikke er særlig stejl; men den er lang, så under de rigtige forhold kan man opnå en høj fart. I 50'erne, 60'erne og 70'erne blev der kørt med "dødssejlere" på Vaskebrættet. Dødssejlere var store hjemmelavede kælke, der blev styret ved hjælp af en lang stok/pind. Overskudsjord blev også benyttet til amfiteateret Bellahøj Friluftsscene.
Der blev sjusket med kuldebroer ved vinduer og paneler. Renovering har været nødvendigt ligesom ved højhusene i Søndermarken, som er jævnaldrende og ligner Bellahøjhusene og også administreret af KAB.
Politistationen (Station Bellahøj) har været scene for bl.a. tv-serien Anna Pihl som hovedkvarter for Politiets Efterretningstjeneste og i Krøniken. I 2003 kom Bellahøjhusene på et Post Danmark-frimærke.
Det grønne område lige syd for stationen er starter og slutter Cirkus Arena sæsonen. Bellahøj er et betydeligt trafikalt knudepunkt, dels i kraft af de krydsende veje, dels pga. Frederikssundsvejstunnelen og busforbindelserne.

## Navnet
Gården, hvor restaurant Bellahøj nu ligger, var i 1682 beboet af en Rasmus Nielsen. Den gik derefter i arv til 1791, da købmand og grosserer Moses Levin Mariboe købte ejendommen for 2.910 rigsdaler og navngav den Bellahøj efter sin hustru Bella Henriques. Der var plads til 24 køer og 8 heste, og familien Mariboe benyttede den som lystgård og sommerhus.

## Historie
Der ligger tre fredede gravhøje fra bronzealderen. De ligger bag restauranten; en fjerde bag amfiteatret ud for skrammellegepladsen. De har aldrig været udgravet og er registreret som fortidsminder. Muligvis er den fjerde høj i virkeligheden en affaldsdynge fra sidst i det 19. århundrede.
På Bellahøj holdt svenske soldater til i lejren Carlstad 1658-1660 under Københavns belejring, da der fra Bellahøj var et godt overblik over markerne (i dag Nordvestkvarteret og Nørrebro) de 5 km til det belejrede København. Østvolden løb gennem nutidens højhuse og langs med nutidens Bellahøjvej. Her bøjede volden af for at komme øst om det lave område ved Brønshøjparken. Ved det nordøstlige hjørne ville man forvente en bastion. I parken ved Friluftsscenen og Bellahøjgård er der nogle gamle bunkere. Herfra kan man forestille sig, hvordan det var at stå på østvolden. Efter belejringen blev de to meter høje volde pløjet ned.
Efter statsbankerotten 1813 solgte Moses Levin Mariboe gården Bellahøj til kontreadmiral Magnus Lütken for 85.000 rigsdaler. I skødet benævnes den "avlsgården Bellahøj" på 50 tønder land. Familien Lütken ejede gården i over 100 år med kendte københavnere som gæster. I 1867 blev der købt en nabogård, hvis jorder blev indlemmet i Bellahøj, som dermed var på 100 tønder land. I 1875 stod marineminister Otto Hans Lütken som ejer. Han var i en årrække sognerådsformand. I 1899 solgtes en stor del af jorderne til Københavns Kommune undtagen parken, som skulle overgå til kommunen efter fraflytning. Det skete i 1900. I 1932 overtog kommunen også hovedbygningen og haven. I 1935 begyndte dyrskuerne på Bellahøj, og i 1937 blev gården besluttet åbnet for beværtning. Jens Peter Jacobsen havde bevillingen fra 26. maj 1938 til 1948, hvor H. K. Hansen overtog ejerskabet frem til sin død i 1951, da hans enke Clara Hansen overtog. I 1984 overtog Anton Sønderskov restauranten, og drev den frem til 2011.
1909-13 blev der opført en højdebeholder på Bellahøjvej 50 bestående af fem runde jernbetonbeholdere med en diameter på 20 meter, der hver rummede 2.000 m³ vand. I 1998 blev det græsbevoksede tag erstattet med en papdækning i flere lag.